# Carnaval de Cadix

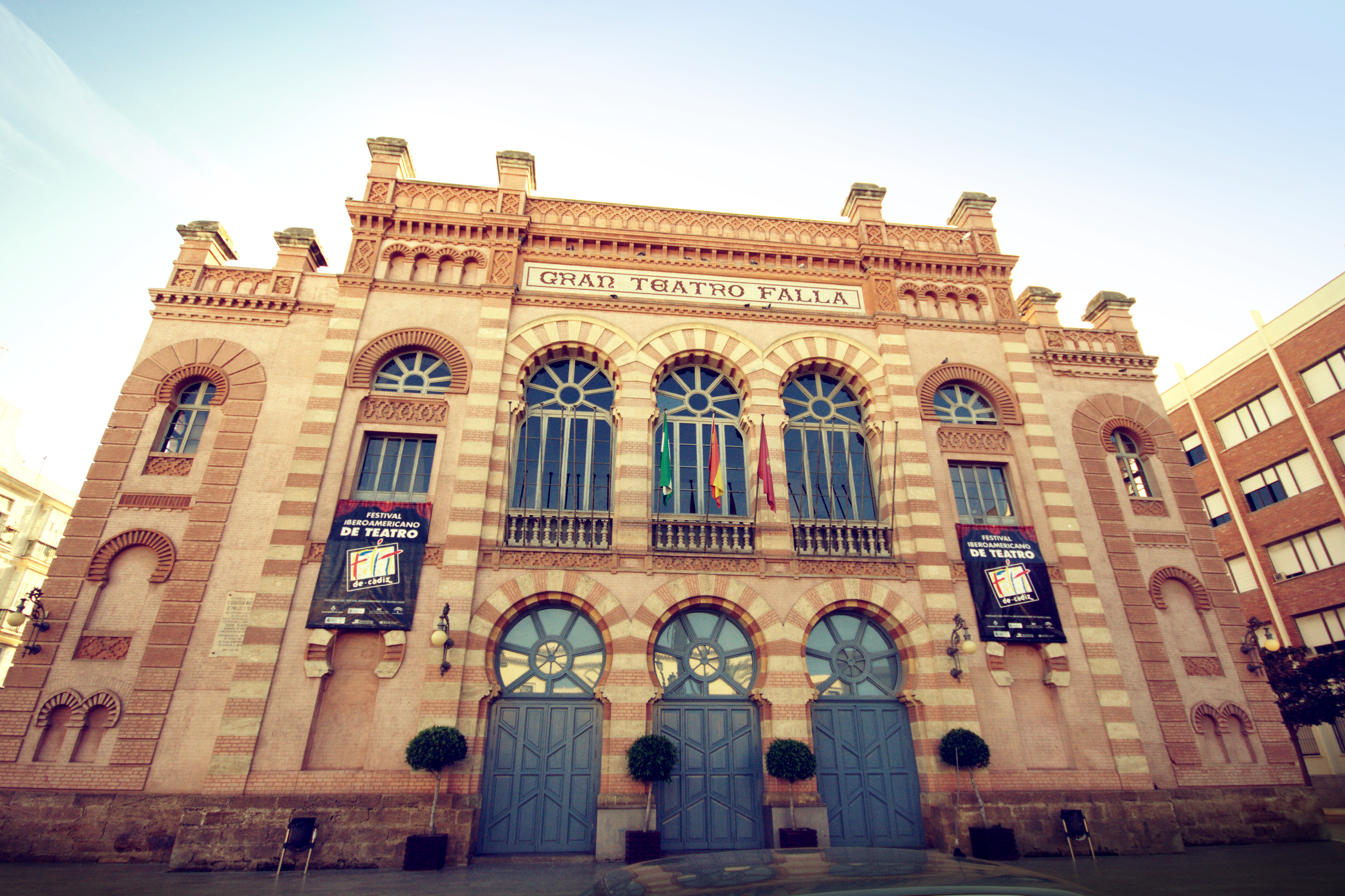
Gran Teatro Falla

Le Carnaval de Cadix est le carnaval de la ville de Cadix, en Espagne. Il a pour but de célébrer la culture andalouse pendant dix jours.
D'autres carnavals prennent place à la même époque dans d'autres villes moins célèbres d'Andalousie.
Le Carnaval de Cadix  est une fête populaire de grande envergure pour les gaditans (gentilé des habitants de Cadix) et possède une longue histoire. Ce carnaval jouit d'une très importante fréquentation extérieure (surtout d'autres régions d'Espagne, mais aussi de plus en plus d'autres parties du monde) à la suite des efforts du gouvernement local pour la promotion touristique de l'événement (il a d'ailleurs été déclaré comme étant d'« intérêt touristique international »).
Le festival, qui voit la population de la ville considérablement plusieurs semaines avant les festivités, auxquelles participent les troupes de théâtre « officielles ».
La deuxième phase débute précisément le jour de la « Grande Finale » du concours (qui a lieu sur les planches du théâtre Manuel de Falla)annonce l'entrée des festivités qui auront lieu tout au long des jours suivants dans les rues de la ville.
C'est à ce moment que le carnaval prend toute son ampleur, le centre historique de la ville se voyant littéralement envahi par des habitants, visiteurs, agrupaciones — les troupes dont on parlait auparavant — et ce pendant un peu plus d'une semaine, en moyenne dix jours.
La caractéristique principale vient justement de ces troupes qui regroupent plusieurs catégories (cuarteto, chirigota, comparsa et coro) selon le nombre de participants et le style de musique et de chant utilisés.
En effet, non seulement les coross s'étant présentées au concours officiel, mais aussi et surtout un nombre incalculable de coros ilegales (illégales car elles n'ont pas participé au concours officiel) parcourent les rues, les places, les locaux, afin d'effectuer leurs représentations, ces dernières étant véritablement l'âme de ce carnaval.
Chaque coro possède son thème, englobante le costume, la musique et surtout les paroles (chantées ou parlées). C'est d'ailleurs au cœur de ces paroles que se retrouve le caractère politique et rebelle qui a marqué ce carnaval au cours de l'histoire. C'est en effet dans cet exercice que les auteurs placent leurs critiques sociales, repassant en général les actualités de l'année passée ou bien celles plus tenaces des problèmes séculaires (logement, emploi, environnement etc).
Ces coros, postés aux coins de rue, offre leur répertoire à qui veut les écouter : ainsi se forment les chœurs de spectateurs essayant de saisir les paroles qui se veulent remplies d'humour. Tout ceci participe au fait que ce carnaval est apprécié.
En 2018, le ministère de la culture espagnol lui décerne la médaille d'or du mérite des beaux-arts.